# Шебалін Віссаріон Якович
Віссаріон Якович Шебалін (29 травня (11 червня) 1902 Омськ — 28 або 29 травня 1963, Москва) — радянський композитор, педагог, професор Московської державної консерваторії імені П. І. Чайковського. Лауреат двох Сталінських премій першого ступеня (1943, 1947). Народний артист РРФСР (1947). 

## Біографія
Віссаріон Шебалін народився в Омську, в родині викладача математики Омської гімназії Якова Васильовича Шебаліна та домогосподарки Аполлінарії Аполлонівни Шебаліної. Мав сестер Надію та Галину. У 1912 році Яків Шебалін почав працювати вихователем і вчителем музики в Омському середньому сільськогосподарському училищі і в 1915 році вся сім'я оселилася на території училища. Тут він організував співочий хор з ансамблем музичних інструментів. Після утворення фірми «СібНІІСхоз» Яків Шебалін завідував у ній науковою бібліотекою.
Музичну освіта Віссаріон Якович почав отримувати у фортепіанних класах омського відділення Російського музичного товариства (РМТ) у десятирічному віці. Після закінчення гімназії у 1919 році вступив на агрономічний факультет Омської сільськогосподарської академії, де навчався півтора року. У 1921 році написав свій перший твір — «Скерцо для великого оркестру», а також кілька фортепіанних п'єс. Входив у футуристичну літературно-мистецьку групу «Червона трійка» (1921—1922), куди входили також Ст. Уфімцев і Л. Н. Мартинов. У 1921—1923 роках навчався в Омському музичному училищі по композиції у М. В. Невитова (учня Рейнгольда Глієра) і класі фортепіано Б. Медведєва.
У 1923—1928 роках навчався в Московській консерваторії по класу композиції у М. Я. Мясковського і по класу фортепіано у Н. Н. Кувшиннікова. У 1920-х роках Шебалін був членом Асоціації сучасної музики; входив у неформальне об'єднання московських музикантів «Ламмівський гурток», що збирався в квартирі педагога консерваторії П. А. Ламма; був близьким другом Дмитра Шостаковича. З 1928 року викладав композицію в Московській консерваторії і був її директором (1942—1948); знятий з посади після постанови про боротьбу з формалізмом (Про оперу «Велика дружба» В. І. Мураделі), згодом повернувся в консерваторію і працював на кафедрі композиції.
Серед учнів Шебаліна — композитори Тихон Хрєнников, Оскар Фельцман, Карен Хачатурян, Борис Чайковський, Олександра Пахмутова, Ю. М. Чичков, А. Ніколаєв, Вельйо Торміс, Едісон Денисов, Софія Губайдуліна, Борис Мокроусов, Леонід Фейгін та ін.
Композитор Шебалін працював практично у всіх основних жанрах, в тому числі створив багато музики до драматичних спектаклів, радіовистав, кінофільмів. Найбільш відомі твори — опера «Приборкання норовливої» за Вільям Шекспіром (1957), а також хори без супроводу на вірші російських і радянських поетів і деякі романси. У свій час помітною подією музичного життя була його симфонія «Ленін» на вірші Володимир Маяковського (1931; друга редакція 1959).
Крім того, Віссарон Шебалін завершив і інструментував незакінчену оперу Модеста Мусоргського «Сорочинський ярмарок»,  працював також над інструментовкою незавершеною опери Мусоргського — «Саламбо», відновив партитуру Симфонії на дві російські теми Михайла Глінки, створив свою редакцію (для постановки в Свердловську) опери С. С. Гулака-Артемовського «Запорожець за Дунаєм» та ін.
Професор (1935). Доктор мистецтвознавства (1941). Депутат ВР УРСР 2-го скликання.
В. Я. Шебалін помер 29 травня 1963 року. Похований у Москві на Новодівичому кладовищі (ділянка № 8).

## Твори

### Оркестрові твори
- Симфонія № 1 op.6 (1925)
- Симфонія № 2 op.11 (1929)
- Симфонія № 3 op.17 (1935)
- Симфонія № 4 op.24 (1935)
- Симфонія № 5 op.56 (1962)
- Симфонія «Ленін» op.16 (1931)
- Симфонієта op.43 (1949—1951)
- Сюїта № 1 op.18 (1935)
- Сюїта № 2 op.22 (1935)
- Сюїта № 3 op.61 (1963)

### Концерти
- Скрипковий концерт op.21 (1936—1940)
- Концертіно для скрипки і струнного оркестру, op.14/1 (1932)
- Концертіно для валторни та струнного оркестру, op.14/2 (1930)

### Вокальні твори
- опера «Сонце над степом» op.27 (1939)
- балет"Жайворонок" op.37 (1943)
- кантата «Москва» op.38 (1946)
- опера «Приборкання норовливої» op.46 (1957)

### Ансамблеві твори
- Струнне тріо op.4 (1924)
- Соната для скрипки і альта op.35 (1944)
- Соната для альта op.51/2 (1954)
- Соната для скрипки op.51/1 (1958)
- Соната для віолончелі op.51/3 (1960)

### Фільмографія
- 1929 — Турксиб (документальний)
- 1932 — Справи і люди
- 1933 — Рвані черевики
- 1937 — Гобсек
- 1937 — Пугачов
- 1938 — Семикласники
- 1939 — Соціалістичне тваринництво (документальний)
- 1939 — У тайгових далях
- 1941 — Фронтові подруги
- 1946 — Глінка
- 1947 — Повість про «Несамовитого»
- 1950 — Жуковський
- 1950 — Змова приречених
- 1952 — Вовки і вівці
- 1952 — Садко
- 1952 — Майстри Малого театру (документальний)
- 1954 — Ромео і Джульєтта (фільм-балет, переробка та редакція музики Прокоф'єва)
- 1964 — Приборкання норовливої (фільм-спектакль)

## Нагороди і звання
- Сталінська премія першого ступеня (1943) — за «Слов'янський квартет»
- Сталінська премія першого ступеня (1947) — за кантату «Москва»
- Заслужений діяч мистецтв РРФСР (25.10.1942)
- Народний артист РРФСР (1947)
- Орден Леніна (28.12.1946)
- Орден Трудового Червоного Прапора (1944)
- медалі

## Пам'ять
- З 1963 року ім'я Шебаліна носить Музичне училище в Омську (майбутній композитор вчився в ньому в 1920-х роках і був одним з перших його випускників)[7].
- Дитяча музична школа № 48 в Москві носить ім'я В. Я. Шебаліна.[8]
- Леонід Мартинов в пам'ять про свого друга юності написав вірш «Баллада о Виссарионе Шебалине» (1965).[9]